# Slagfältet
Slagfältet (originaltitel Battleground) är en novell från 1978 av den amerikanske författaren Stephen King. Den handlar om en mördare som får en låda leksakssoldater postad till sig efter att ha mördat en leksaksmakare. Han öppnar lådan och finner att leksakerna är levande, och genast så flyger små helikoptrar mot honom och soldaterna börjar skjuta mot honom.